# Hjalmar Siilasvuo
Hjalmar Fridolf Siilasvuo (Helsinki, 1892. március 18. – Oulu, 1947. január 11.) finn katona, altábornagy. Kiemelkedő katonai vezető, aki részt vett Finnország 20. századi nagy háborúiban és több híres győztes csata is kötődik a nevéhez. A Finn Hadsereg mellett az első világháború idején harcolt a Német Birodalom mellett is. Szolgálatával kiérdemelte a Vaskeresztet, a finn Fehér Rózsa rendet és a Mannerheim keresztet is.

## Élete
1892. március 18-án született Helsinkiben. Apja egy helyi újságnál dolgozott, mint szerkesztő. Siilasvuo jogot tanult és az Oktatási minisztériumban dolgozott.
Az első világháború idején a központi hatalmak oldalán harcolt és egy német hegyivadász zászlóaljnál volt beosztott tiszt. Amikor kitört a világháború vége felé Finnországban a Finn polgárháború fegyvert fogott a vörösök ellen és a Fehér Gárdához csatlakozott. Zászlóalj parancsnokként (Siilasvuo brigád) tevékeny résztvevője volt a fehér győzelemmel záruló Tamperei csatának. 

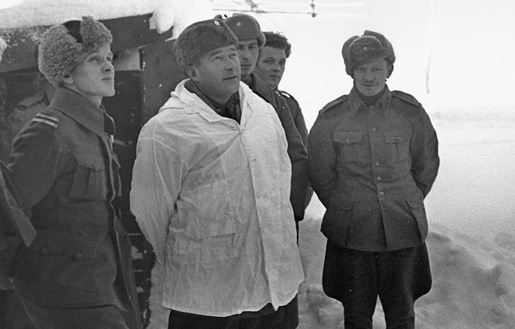
Hjalmar Siilasvuo katonái között a Téli háború idején.

A Szovjetunió 1939 végén megtámadta Finnországot. Siilasvuo (aki ekkor ezredes) több fontos katonai megbízást kapott. Kiemelkedően helytállt alárendeltejeivel Suomussalminál, ahol a  163. és a 44. szovjet hadosztály többszörös túlerőben lévő csapatai megtámadták az egységeit. Az itt zajló ütközet során jelentős hadizsákmányt is szereztek 85 tartályjárművet, 437 teherautót, 1620 lovat, 52 ágyút, 40 tábori üteget, 78 páncéltörő ágyút és 20 traktort, valamint ezen kívül még 6000 puskát és rengeteg lőszert is. Egyik legnagyobb sikerét és haditettét a következő év január 1. és 7. között zajló Raate-Roadi csatában érte el, ahol a szintén túlerőben lévő szovjet egységeket verte vissza hatalmas küzdelmekben és ismét jelentős hadieszközt zsákmányoltak a visszavonuló szovjetektől. A Kuhmoi csatában alárendelt egységeivel ki tudtak tartani a háború végéig. A háborút végül politikai úton zárták le a győztes szovjetek a moszkvai békeszerződés alapján annektálták Karéliát, a Hanko- és a Ribacsij-félszigetet valamint Petsamót. Siilasvuo a világháború kiemelkedő finn tábornokai közé emelkedett.

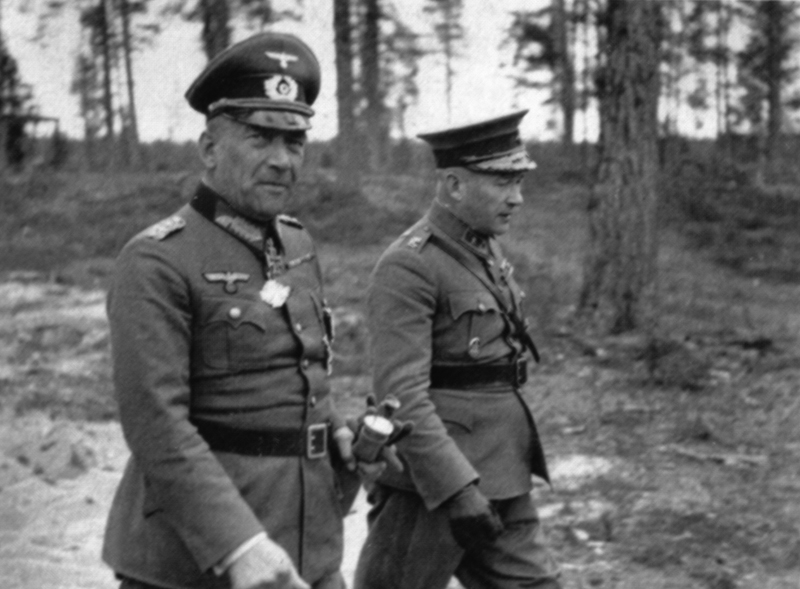
Nicolaus von Falkenhorst (elöl) a támadó német csapatok irányítója és Hjalmar Siilasvuo a támadó finn csapatok főparancsnoka.

Még 1940-ben léptették elő altábornaggyá és amikor a finnek szövetséget kötöttek a németekkel, Siilasvuo-t nevezték ki a Szovjetuniót megtámadó finn csapatok főparancsnokának, mely tisztségében sikeresen visszafoglalta Karéliát. 
A németek által úgynevezett Unternehmen Silberfuchs (magyarul: „Ezüstróka” hadművelet) hadászati célja az volt, hogy a finn területekről kiindulva Murmanszk szovjet kikötőjét foglalják el. Ennek megszerzése kulcsfontosságú lett volna, hiszen a szövetségesek által a szovjeteknek küldött hadianyag utánpótlás-vonal beszüntetését eredményezhette volna. Bár eleinte sikereket értek el a német-finn egységek, de végül a támadás elakadt, majd 1944-ben a szovjetek ellentámadásba mentek át. Siilasvuo védekezésre kényszerült és itt is bizonyította jó katonai szervezőképességét és egységei hősíesen feltartották az előrenyomuló szovjet haderőt. A jelentős vereség elkerülését azonban a finnek úgy oldották meg, hogy különbékét kötöttek a Szovjetunióval.
Az oroszok azzal a feltétellel kötöttek békét, ha a Finnországban állomásozó német erők kivonulnak egy általuk megadott határidőig. Ez azonban nem történt meg, így a szovjetek követelték, hogy a finn erők szorítsák ki őket erőszakkal az országból. Ezt a feladatot Siilasvuo-ra bízták. A Torniói csatában összecsaptak a német és a finn erők, mindkét oldalon nagy veszteségeket szenvedtek. A finnek több német katonát is fogságba ejtettek, erre válaszul a német erők parancsnoka Lothar Rendulic finn civileket fogatott el és üzenetet küldött Siilasvuo-nak, hogy agyonlövi a foglyokat, ha nem engedi el a német katonákat. A finn parancsnok válaszában azzal fenyegetőzött, hogy ha Rendulic agyonlöveti a civileket, ő meg agyonlöveti a német katonákat és a torniói kórházban levő német sebesülteket is. Végül a németek engedtek és szabadon engedték a civil túszokat, de az egész környéket felégették. Az összetűzés azzal zárult, hogy a német egységek elhagyták Finnországot ésNorvégiába vonultak vissza.

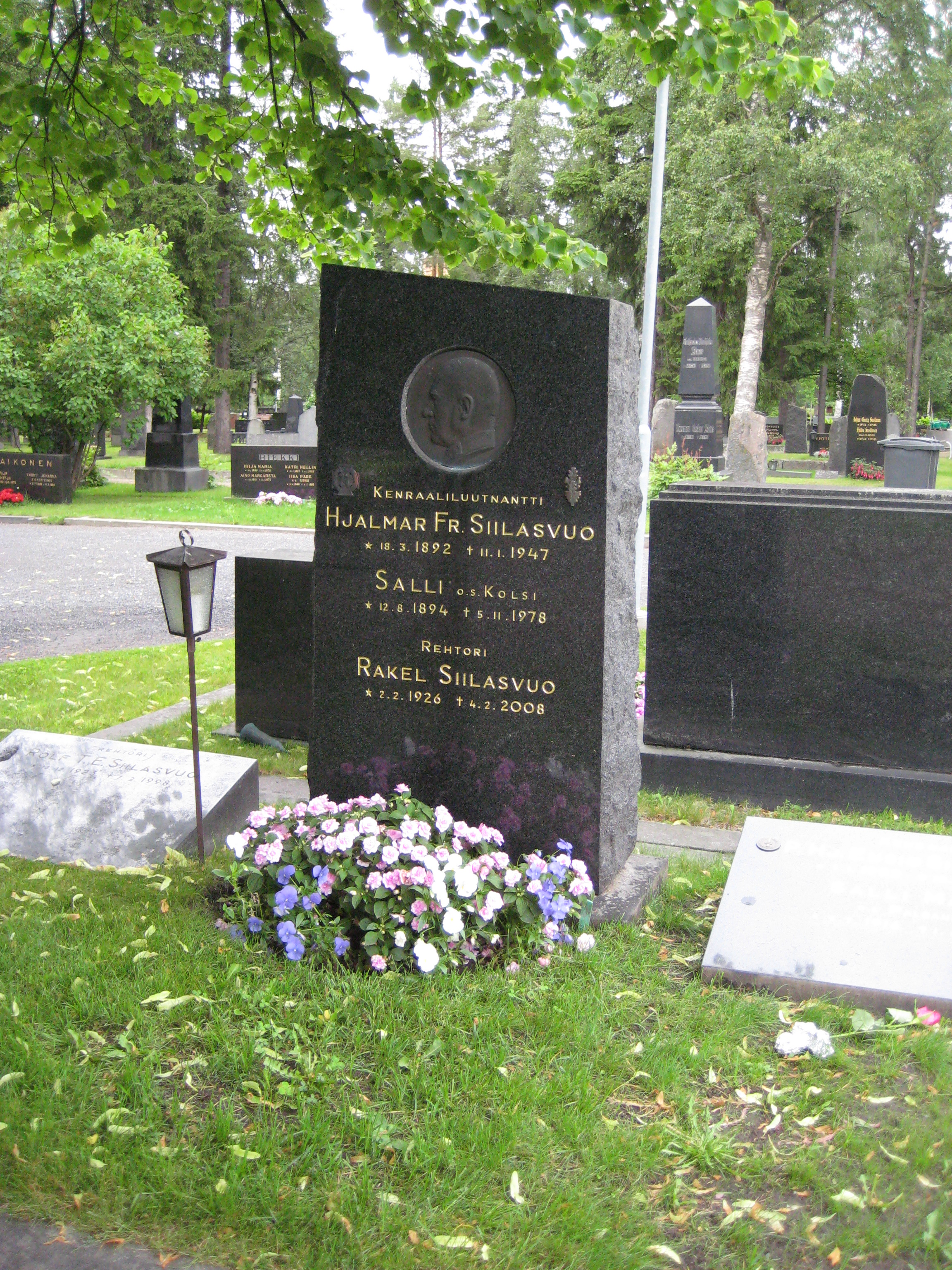
Hjalmar Siilasvuo sírja Ouluban.

Több kitüntetést is kapott a háború alatt, mint például a Mannerheim keresztet 1944. december 21-én. A háború után több könyvet is írt életéről és harcairól. 1947. január 11-én halt meg Ouluban, a saját házában. Ugyanitt ebben a városban temették el.

## Magánélete
Nős volt. Fia, Ensio Siilasvuo szintén harcolt a Téli háborúban, majd a háború után békefenntartóként is szolgált és tábornoki rendfokozatban fejezte be a katonai hivatást.

## Magyarul megjelent művei
- Suomussalmi. Finn testvéreinek hősi küzdelme a szovjethadsereg ellen; ford. Mezey Dénes; A Vitézi Rend Zrínyi Csoportja, Bp., 1941